# Bequimão (kommun)
Bequimão är en kommun i Brasilien.   Den ligger i delstaten Maranhão, i den nordöstra delen av landet, 1 500 km norr om huvudstaden Brasília. Antalet invånare är 20 339.
Följande samhällen finns i Bequimão:
- Bequimão

Omgivningarna runt Bequimão är en mosaik av jordbruksmark och naturlig växtlighet. Runt Bequimão är det ganska glesbefolkat, med 23 invånare per kvadratkilometer.